# Le Tilleul
Le Tilleul ist eine französische Gemeinde mit etwa 666 Einwohnern (Stand: 1. Januar 2022) im Département Seine-Maritime in der Region Normandie. Sie gehört zum Arrondissement Le Havre und ist Mitglied im Gemeindeverband Le Havre Seine Métropole. Die Bewohner werden Tilleulais und Tilleulaises genannt.

## Geographie
Le Tilleul liegt in der Naturregion Pays de Caux, etwa 22 Kilometer nordnordöstlich von Le Havre an der Alabasterküste zum Ärmelkanal. Umgeben wird Le Tilleul von den Nachbargemeinden Étretat im Norden, Bordeaux-Saint-Clair im Osten und Nordosten, Pierrefiques im Osten und Südosten, Sainte-Marie-au-Bosc im Süden sowie La Poterie-Cap-d’Antifer im Westen. Zum Gemeindegebiet gehört ein Teil des Strandes Plage du Tilleul.

## Bevölkerungsentwicklung
| Jahr                       | 1962 | 1968 | 1975 | 1982 | 1990 | 1999 | 2006 | 2013 | 2020 |
| -------------------------- | ---- | ---- | ---- | ---- | ---- | ---- | ---- | ---- | ---- |
| Einwohner                  | 439  | 518  | 453  | 525  | 564  | 582  | 669  | 694  | 686  |
| Quellen: Cassini und INSEE |      |      |      |      |      |      |      |      |      |

## Sehenswürdigkeiten
- Kirche Saint-Martin aus dem 15. Jahrhundert
- Schloss Fréfossé, ursprünglich aus dem 14. Jahrhundert, heutiger Bau aus dem 18. Jahrhundert
- Sandstrand Plage du Tilleul mit Steilküste

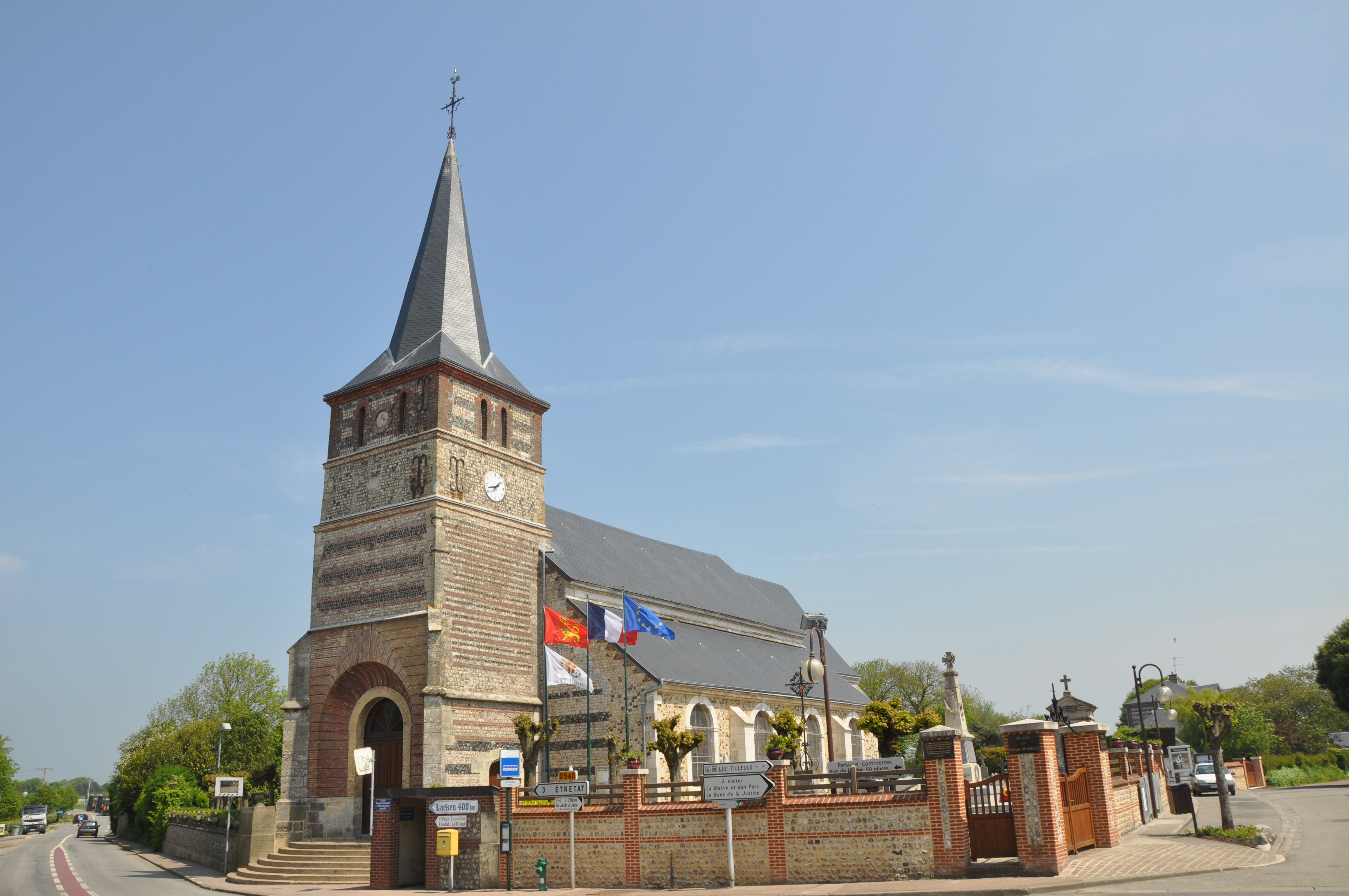
Kirche Saint-Martin
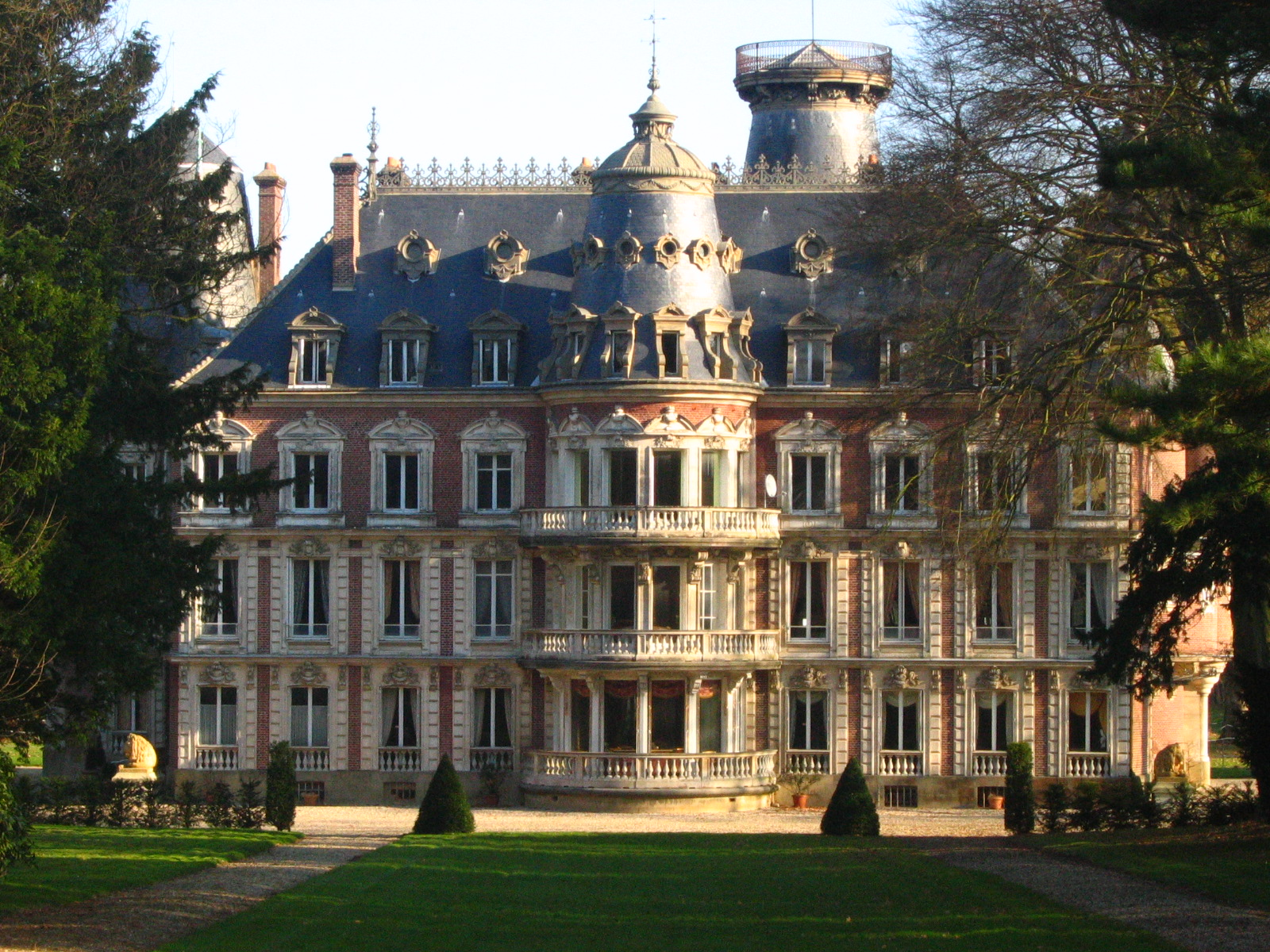
Schloss Fréfossé
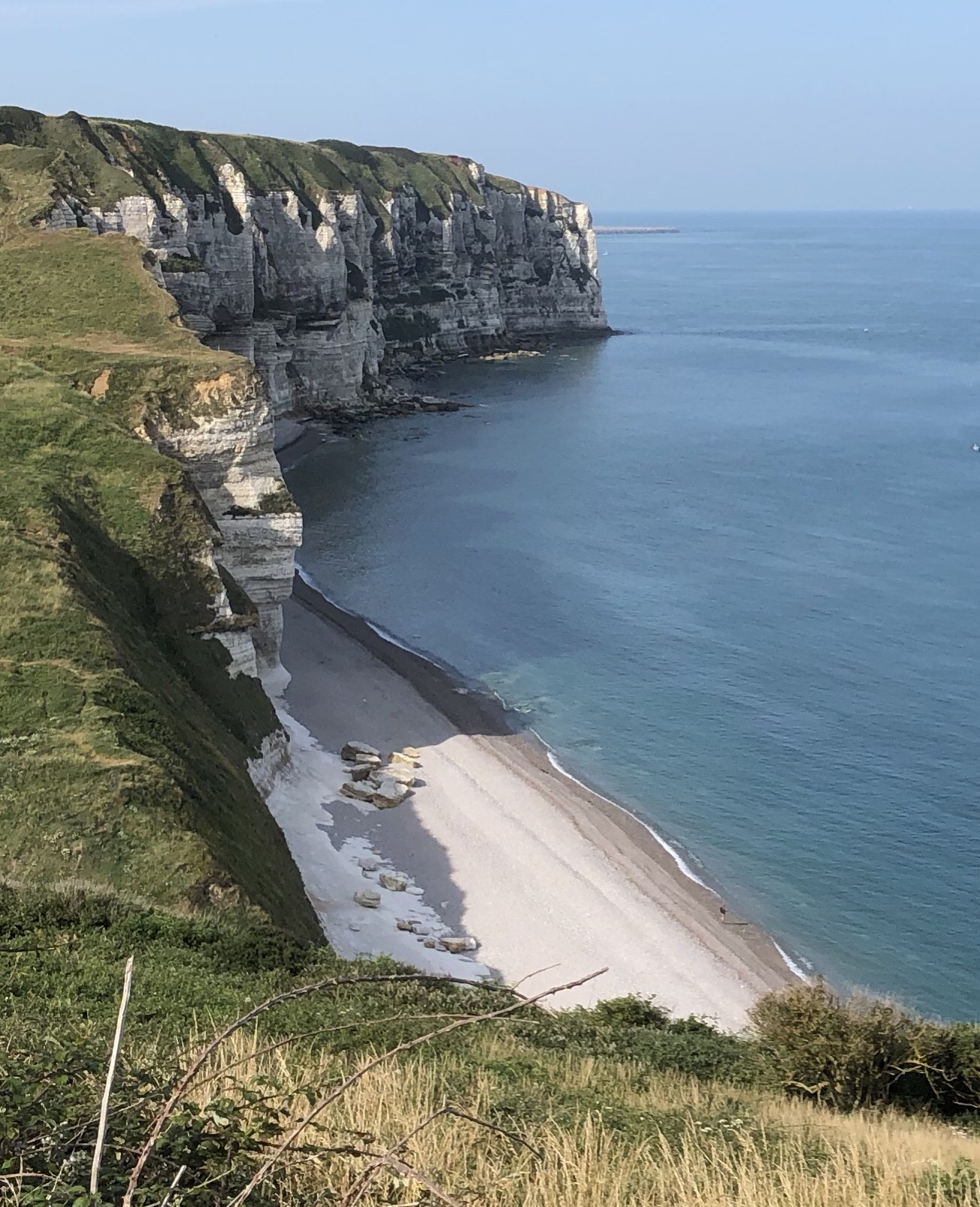
Plage du Tilleul mit Steilküste